# Drzenin (przystanek kolejowy)
Drzenin – nieczynny przystanek kolejowy położona w Drzeninie, w powiecie gryfińskim, w województwie zachodniopomorskim, w Polsce.